# Jarčujak
Jarčujak (izvirno srbsko Јарчујак) je naselje v Srbiji, ki upravno spada pod Občino Kraljevo; slednja pa je del Raškega upravnega okraja.

## Demografija
V naselju živi 644 polnoletnih prebivalcev, pri čemer je njihova povprečna starost 36,7 let (35,6 pri moških in 37,7 pri ženskah). Naselje ima 279 gospodinjstev, pri čemer je povprečno število članov na gospodinjstvo 3,00.
To naselje je, glede na rezultate popisa iz leta 2002, večinoma srbsko.
|  |

| Demografija | Demografija     | Demografija     |
| Leto        | Št. prebivalcev | Št. prebivalcev |
| ----------- | --------------- | --------------- |
|             |                 |                 |
|             |                 |                 |
|             |                 |                 |
|             |                 |                 |
| 1948        | 597             |                 |
| 1953        | 611             |                 |
| 1961        | 847             |                 |
| 1971        | 1328            |                 |
| 1981        | 709             |                 |
| 1991        | 594             | 584             |
| 2002        | 854             | 836             |
|             |                 |                 |

| Etnična sestava po popisu iz leta 2002 | Etnična sestava po popisu iz leta 2002 | Etnična sestava po popisu iz leta 2002 | Etnična sestava po popisu iz leta 2002 | Etnična sestava po popisu iz leta 2002 |
| -------------------------------------- | -------------------------------------- | -------------------------------------- | -------------------------------------- | -------------------------------------- |
| Srbi                                   | Srbi                                   |                                        | 811                                    | 97,00%                                 |
| Črnogorci                              | Črnogorci                              |                                        | 6                                      | 0,71%                                  |
| Jugoslovani                            | Jugoslovani                            |                                        | 4                                      | 0,47%                                  |
| Slovaki                                | Slovaki                                |                                        | 1                                      | 0,11%                                  |
| Makedonci                              | Makedonci                              |                                        | 1                                      | 0,11%                                  |
| Neznano                                | Neznano                                |                                        | 13                                     | 1,55%                                  |